# Colegio Madrid
El Colegio Madrid és un centre educatiu de la Ciutat de Mèxic, fundat el 1941 pel govern de la Segona República a l'exili per als fills d'espanyols republicans exiliats a Mèxic després la Guerra Civil Espanyola, amb un model pedagògic que té relació amb el krausisme espanyol i la política educativa de la Segona República.
El col·legi va ser fundat el 21 de juny de 1941 gràcies als fons de la Junta d'Auxili als Republicans Espanyols (JARE), que en la seva representació a Mèxic estava formada per Indalecio Prieto, Josep Andreu i Abelló i Carles Esplà. La Junta va adquirir una parcel·la amb una edificació i zones verdes, a la zona sud del Districte Federal. Des del començament va permetre cobrir les necessitats educatives dels fills dels refugiats espanyols a Mèxic, famílies que es trobaven en una mala situació econòmica, proporcionant als alumnes gratuïtament manutenció, roba i transport.
Inicialment el Colegio Madrid només impartia educació primària –a més d'oferir jardí d'infància–, en nombre de 440 nens i nenes durant el primer curs. Els alumnes podien passar, un cop finalitzada aquesta etapa, al Instituto Luís Vives, també vinculat en els seus orígens a l'exili espanyol. El 1950 el col·legi va incorporar seccions d'educació secundària i batxillerat, i va aconseguir notorietat com a institució educativa a la Ciutat de Mèxic.
El professorat estava compost principalment per mestres republicans exiliats, entre els quals figuren Ramon Fontanet, Candelària Escolà, Narcís Costa, Joana Just, Pilar Vallès, Teresa Vilasetrú, Santiago Hernández Ruiz…
El Colegio Madrid va continuar funcionant com a institució educativa després de complir el seu objectiu inicial de proporcionar educació als fills de refugiats espanyols. A partir de 1944 un terç de la matrícula era ja d'alumnat mexicà. El 1973 es va crear l'Associació Civil Colegio Madrid que, dins dels seus objectius, es declarava compromesa amb l'obra cultural de l'exili espanyol al servei de la comunitat mexicana.